# Убийца ворон
«Убийца ворон» — американский боевик 1998 года режиссёра Роуди Херрингтона с участием Кьюбы Гудинга-младшего и Тома Беренджера в главных ролях. Он был выпущен в Великобритании 12 декабря 1998 года и в США 6 июля 1999 года.

## Сюжет
Лоусон Рассел, защитник в уголовном процессе, лишенный адвокатского статуса за то, что из-за кризиса совести решил отказаться от защиты одного из своих клиентов, вину которого он понимал, решает изменить свою жизнь и написать книгу.
Тем временем он случайно знакомится с пожилым человеком по имени Марлоу, также писателем, который незадолго до смерти дает Лоусону свой роман под названием «A Murder of Crows» для того, чтобы Лоусон поделился своим мнением о книге. Под воронами здесь подразумеваются адвокаты в чёрных мантиях, которые делают их похожими на ворон. A Murder of Crows — английское выражение, которое можно перевести двояко: стая ворон либо убийство ворон. В романе описываются тщательно спланированные убийства пяти адвокатов, которые помогли оправдать своих клиентов, виновных в тяжких преступлениях.
Лоусон был впечатлён романом старика и, воспользовавшись его внезапной смертью, решает опубликовать его от своего имени, сжигая оригинал рукописи, чтобы избавиться от доказательств плагиата. Роман имеет невероятный успех, но когда офицер Дюбоуз обнаруживает, что описанные в нем преступления являются истинными нераскрытыми делами об убийствах, он арестовывает Лоусона, который автоматически становится главным подозреваемым.
Между побегами, преследованием и расследованиями бывший адвокат должен будет раскрыть запутанную правду, чтобы избежать несправедливого осуждения.

## В ролях
- Кьюба Гудинг-младший в роли Лоусона Рассела
- Том Беренджер в роли детектива Клиффорда Дюбоуза
- Марианн Жан-Баптист в роли Элизабет Поуп
- Эрик Штольц в роли Турмана Паркса III
- Марк Пеллегрино в роли профессора Артура Корвуса
- Эшли Лоуренс в роли Джанин Деври
- Кармен Аргензиано в роли судьи Уайли Бэннинга
- Лохлин Манро в роли Норвуда
- Дуг Верт в роли Билли Рэя Ричардсона

## Производство и выпуск
Съёмки начались в декабре 1997 года в Ки-Уэсте, Флорида, Лос-Анджелесе, Калифорния и Новом Орлеане, Луизиана. Фильм был показан в кинотеатрах США 6 июля 1999 года и 5 марта в Италии. Он также был выпущен на DVD.